# 赫雷米亞斯·萊德斯馬
赫雷米亞斯·萊德斯馬（西班牙語：Jeremías Ledesma；1993年2月13日—），阿根廷足球運動員，現時效力西班牙足球甲級聯賽球會加的斯，司職守門員。他曾隨阿根廷國奧隊參加2020東京奧運。

## 俱樂部生涯
萊德斯馬出道於罗萨里奥中央青訓，上賽季他在阿根廷足球甲級聯賽出場23次，其中5場比賽保持零封。
罗萨里奥中央的隊長萊德斯馬將租借加的斯一個賽季，他的合同中有買斷條款。
加的斯足球俱樂部將萊德斯馬買斷，並與其簽約至2025年。 
萊德斯馬曾經入選過阿根廷國家足球隊，但沒有出過場。

## 外部連結
- Soccerway資料庫：赫雷米亞斯·萊德斯馬